# وارنتسین
وارنتسین (به آلمانی: Warrenzin) یک شهر در آلمان است که در مکلنبورگیشه زنپلاته واقع شده‌است. وارنتسین ۴۲۷ نفر جمعیت دارد.